# Ghost in the Shell: S.A.C. Solid State Society
Ghost in the Shell: S.A.C. Solid State Society (jap. 攻殻機動隊 S.A.C. Solid State Society, Kōkaku Kidōtai S.A.C. Solid State Society) ist ein japanischer Anime-Film aus dem Jahr 2006, der auf der Fernsehserie Ghost in the Shell: Stand Alone Complex und damit auf Masamune Shirows Ghost-in-the-Shell-Universum basiert.

## Handlung
Die Handlung spielt im Jahr 2034, zwei Jahre nach den Ereignissen in Ghost in the Shell: S.A.C. 2nd GIG. Major Motoko Kusanagi hat die Spezialeinheit Sektion 9 verlassen. Neuer Leiter des inzwischen auf 20 Mitglieder angewachsenen Einsatzteams ist ihr ehemaliger Untergebener Togusa.
Eine Reihe von Selbstmorden im Umfeld des ermordeten Ex-Diktators Ka Rum führt Sektion 9 auf die Spur eines mysteriösen Hackers namens Puppenspieler und eines geplanten Terroranschlags mithilfe von Mikromaschinen-Viren. Bei der Sicherstellung der Viren trifft Batou auf seine ehemalige Vorgesetzte Major Kusanagi, die einen Behälter mit Proben des Virus an sich nimmt und Batou mit der Warnung vor weiteren Nachforschungen bezüglich der Solid State Society zurücklässt. Seinen Vorgesetzten gegenüber verschweigt Batou dieses Zusammentreffen zunächst.
Das Einsatzteam entdeckt 16 entführte Kinder, die als Träger für die Verbreitung des Virus vorgesehen waren. Die Identitäten der Kinder wurden durch Manipulation ihrer Erinnerungen verändert. Bei den vorgeblichen Eltern handelt es sich ausnahmslos um gebrechliche ältere Menschen, die an ein Gesundheits-Überwachungssystem angeschlossen sind. Nachforschungen ergeben, dass es in den letzten zwei Jahren über 20.000 Fälle von Kindesentführungen gegeben zu haben scheint, was den Schluss nahelegt, dass die entdeckte Verschwörung weit größere Ausmaße besitzt als angenommen. Als von Unbekannten ein Behälter mit Mikromaschinen-Viren in einem Regierungsgebäude abgegeben wird und die entführten Kinder während eines Ablenkungsmanövers des Puppenspielers spurlos verschwinden, erzählt Batou Togusa von seinem Zusammentreffen mit Major Kusanagi und seinem Verdacht, es könne sich bei ihr um den gesuchten Hacker handeln.
Ein Gefolgsmann Ka Rums wird von Batou und Saito beim Versuch eines Attentats auf den Abgeordneten Hitoshi Munei, der für die Ermordung Ka Rums verantwortlich sein soll, festgenommen. Er behauptet, dass der Puppenspieler kein Mensch sei, sondern ein in die Solid State Society integriertes System zur Entführung von Kindern. Ihm zufolge sei das Gesundheits-Überwachungssystem mit der Solid State Society identisch, was die Ermittler zu der Vermutung führt, dass die japanische Regierung selbst in die Verschwörung verwickelt sein könnte.
Zur selben Zeit folgt Togusa der Spur eines der 16 Kinder zu dessen vorgeblichen Vormund. Der todkranke Mann erklärt, dass die Kinder in die Obhut der Alten gegeben würden, um sie vor Missbrauch und Misshandlung zu schützen. Dies sei das Ziel der Solid State Society. Bevor er stirbt, warnt er Togusa, sich aus ihren Angelegenheiten herauszuhalten, wenn er nicht als weiterer Selbstmordfall enden wolle. Togusa erkennt, dass das Kind nach dem Tod seines Vormundes zur Adoption freigegeben wird, was von Anfang an der Plan der Solid State Society gewesen war.
Der Puppenspieler hackt sich in Togusas Cyberbrain und zwingt ihn, mit seiner Tochter zu einer Cyberbrain-Implantationsklinik zu fahren. Togusa erkennt, dass dies auch bei den wahren Eltern der entführten Kinder so geschehen sein muss: Sie alle brachten ihre Kinder unter Zwang selbst zur Implantation, wodurch kein Verdacht erregt wurde. Anschließend konnten die Erinnerungen von Eltern und Kindern gelöscht und die Kinder einem neuen Vormund übergeben werden. Togusa erhält die Wahl, seine Tochter durch seinen Selbstmord vor diesem Schicksal zu bewahren. Er wird jedoch von Major Kusanagi, die ihm heimlich gefolgt ist, davon abgehalten. Kusanagi erklärt, dass sie bereits vor einiger Zeit den Entführungen auf die Spur gekommen sei und Togusa als Lockvogel eingesetzt habe, um die Identität des Puppenspielers zu enthüllen. Es handle sich bei ihm um das kollektive Bewusstsein der an das Überwachungssystem angeschlossenen Menschen. Gesteuert wird dieses dezentrale Geflecht durch ein Hub-Cyberbrain, das sich in dem Gebäude befindet, von dem aus das Überwachungssystem verwaltet wird.
Major Kusanagi schließt sich der Sektion 9 wieder an, um bei der Ergreifung des Puppenspielers zu helfen. Die Ermittlungen konzentrieren sich auf den ultrakonservativen Abgeordneten Hitoshi Munei, der als De-facto-Verantwortlicher für das Gesundheits-Überwachungssystem dieses als Einrichtung zur Gehirnwäsche betreibt, um eine neue Führungselite zu schaffen. Das Team spekuliert, dass das Attentat auf Munei durch den Puppenspieler arrangiert wurde, da die Gehirnwäsche-Aktivitäten sich nicht mit den Zielen der Solid State Society vereinbaren lassen, die in den Einrichtungen des Überwachungssystems die entführten Kinder beherbergt. Die Analyse der Gebäudedaten zeigt, dass das System zur Entführung der Kinder bereits in der Planungsphase integriert wurde; der Puppenspieler muss also zu den Konstrukteuren des Gebäudes gehören.
Trotz der zu erwartenden politischen Verwicklungen dringt Sektion 9 in das Verwaltungsgebäude ein, um ein Entkommen des Hackers zu verhindern. Die Befragung Muneis ergibt, dass er die Kinder in seiner Einrichtung für Waisen hielt und keine Kenntnis von den Entführungen hatte. Ein Mitarbeiter Muneis namens Koshiki gibt sich daraufhin als Erschaffer der Solid State Society zu erkennen und schießt sich anschließend mit einer Pistole in den Kopf. Major Kusanagi verbindet sich mit dem Cyberbrain des Sterbenden, um mit ihm zu sprechen, bevor sich sein Bewusstsein auflöst.
Koshiki, der vorgebliche Puppenspieler, führt als Motivation seiner Handlungen die steigende Zahl der Alten und Arbeitslosen, sinkende Geburtenraten und den Tod zahlloser Kinder durch Misshandlungen an. Die Solid State Society zielte darauf ab, diese verschwendeten Ressourcen einem sinnvollen Zweck zuzuführen. Munei sollte beseitigt werden, da seine Pläne einer politischen Elite dem Ziel der Solid State Society entgegenstanden, den Kindern zu einem freien Willen zu verhelfen.
Bei den abschließenden Ermittlungen stellt sich heraus, dass der wahre Koshiki bereits vor zwei Jahren unbemerkt verstorben war. Bei der Person im Mitarbeiterstab Muneis handelte es sich lediglich um einen Cyborgkörper, der ursprünglich von Koshiki genutzt wurde und später in den Besitz des Puppenspielers gelangte. Dessen wahre Identität wird indessen nicht abschließend geklärt.

## Produktion und Veröffentlichung
Ghost in the Shell: S.A.C. Solid State Society wurde – wie zuvor bereits die Fernsehserie – vom japanischen Anime-Studio Production I.G produziert, dem hierfür ein Budget von 360 Millionen Yen (etwa 2,8 Millionen Euro) zur Verfügung stand. Regie führte erneut Kenji Kamiyama, das Design der Charaktere wurde von Takayuki Goto und Tetsuya Nishio entworfen. Die Musik des Films  stammt von Yōko Kanno. Der Vorspanntitel „Player“ wird von Origa with Heartsdales gesungen, der Abspanntitel „Date of Rebirth“ von Origa alleine.
Seine Premiere in Japan hatte der Film mit der Ausstrahlung beim Pay-per-View-Sendernetzwerk SKY PerfecTV! am 1. September 2006, die Veröffentlichung auf DVD erfolgte am 24. November 2006. 2011 wurde eine 3D-Nachbearbeitung in Japan und Hongkong veröffentlicht. Im deutschsprachigen Raum erschien Ghost in the Shell: S.A.C. Solid State Society erst am 27. März 2015 als DVD und Blu-Ray-Edition von Nipponart. 2018 fand ein Re-Release statt, welcher aber die 3D-Version abermals nicht enthielt.

### Synchronsprecher
| Rolle           | Japanischer Sprecher (Seiyū) |
| --------------- | ---------------------------- |
| Batou           | Akio Ōtsuka                  |
| Boma            | Taro Yamaguchi               |
| Daisuke Aramaki | Osamu Saka                   |
| Ishikawa        | Yutaka Nakano                |
| Motoko Kusanagi | Atsuko Tanaka                |
| Paz             | Takashi Onozuka              |
| Saito           | Tōru Ōkawa                   |
| Togusa          | Kōichi Yamadera              |